# Кујник (Брестовац)
Кујник је насељено место у општини Брестовац, у западној Славонији, Република Хрватска.

## Историја
До нове територијалне организације налазило се у саставу бивше велике општине Славонска Пожега.

## Становништво
Насеље је према попису становништва из 2011. године имало 22 становника.
| Националност       | 1991.       |
| Срби               | 76 (91,56%) |
| Хрвати             | 1 (1,20%)   |
| Југословени        | 5 (6,02%)   |
| остали и непознато | 1 (1,20%)   |
| Укупно             | 83          |